# Parc Schierbeck
El parc Schierbeck és un parc situat al sector nord-est de l'estany de Puigcerdà i que porta el nom de German Schierbeck que va ser Cònsol General de Dinamarca a Barcelona.
German Schierbeck arribà a Puigcerdà per primera vegada l'any 1866. Allà es feu construir la seva residència d'estiu, anomenada Ro de Rigolisa. Posteriorment, seguí comprant terrenys per ampliar la seva finca i comprà l'anomenat "camp de l'estany", situat al costat de l'estany de Puigcerdà.
El 1884, sorgí la idea de fer un parc al costat de l'estany. Aquesta idea, plantejada tant per estiuejants com per la classe dirigent de la vila, agradà molt a German Schierbeck i es va presentar el projecte al consistori per la seva aprovació. Aquest hi accedí i s'iniciaren les obres de delimitació del mateix el 25 de setembre de 1890 dins de l'anomenat "camp de l'estany", cedit per German Schierbeck.
El 1912 morí German Schierbeck sense veure acabada la seva obra, que continuà la seva filla Maria Schierbeck Esclús.
Les bases del conveni-donació del "camp de l'estany" es donaren a conèixer el dia 18 de desembre de 1924. Amb aquest conveni, la família Schierbeck cedia oficialment els 9.000 m² del "camp de l'estany" que anirien íntegrament destinats a ús com a parc a canvi de la cessió d'un terreny de 400 m² i l'obertura d'una nova urbanització que durà el nom familiar. Aquest conveni es firmà definitivament el 10 d'abril de 1927.
La inauguració final del Parc Schierbeck es dugué a terme el 9 de setembre de 1925 amb la presència de Maria Schierbeck i Esclús i de l'alcalde Bonaventura Vernís i Juvés.

## Monument
Inicialment, el parc comptava amb un monument dedicat a German Schierbeck, inaugurat el 12 de setembre de 1930. Aquest era un bust damunt un pedestal. El monument se situà en primer lloc en un lateral del parc i l'any 1932 es decidí traslladar-lo al centre del parc. El monument fou destruït l'any 1936 pel comitè revolucionari anarcosindicalista de la CNT-FAI, que s'apoderà de la vila en esclatar la Guerra Civil Espanyola. Hi hagué dos intents de refer-ho, un l'any 1945 i un altre el 1948, però al final no es dugueren a terme.
Altres elements que figuren dins del parc es construïren a partir de l'any 1932, com els colomers, els quioscs i bars, botigues de records i la zona de gronxadors i parc infantil.
Amb la darrera remodelació de l'estany i del parc, duta a terme l'any 1991-1992, destaca la important replantació d'arbres feta per minimitzar els danys soferts durant les ventades de l'any 1984 i realitzades per la doctora Maite Joseph Rubió i Antoni Falcón Vernís, director de Parcs i Jardins de Barcelona.

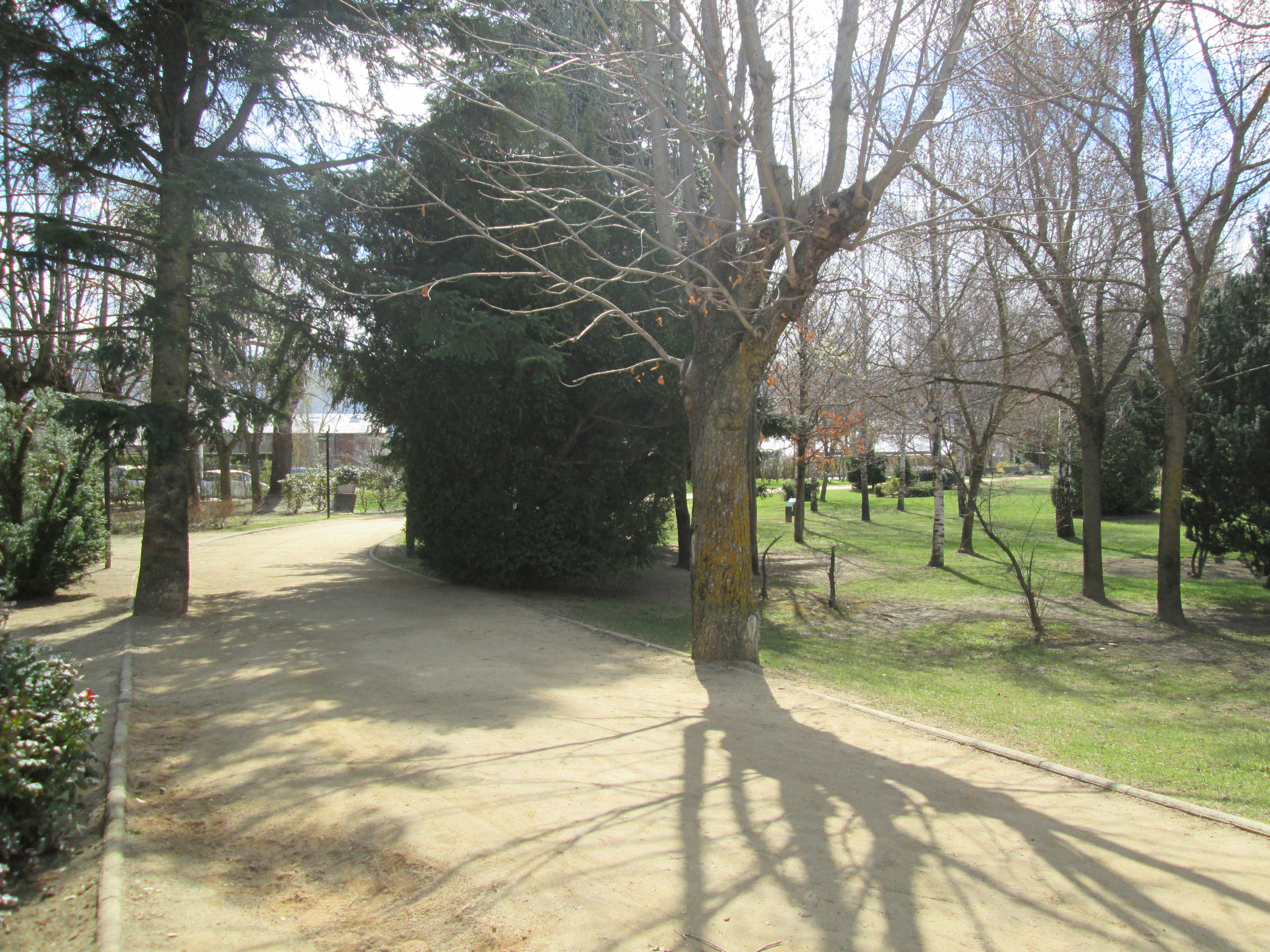
Passeig
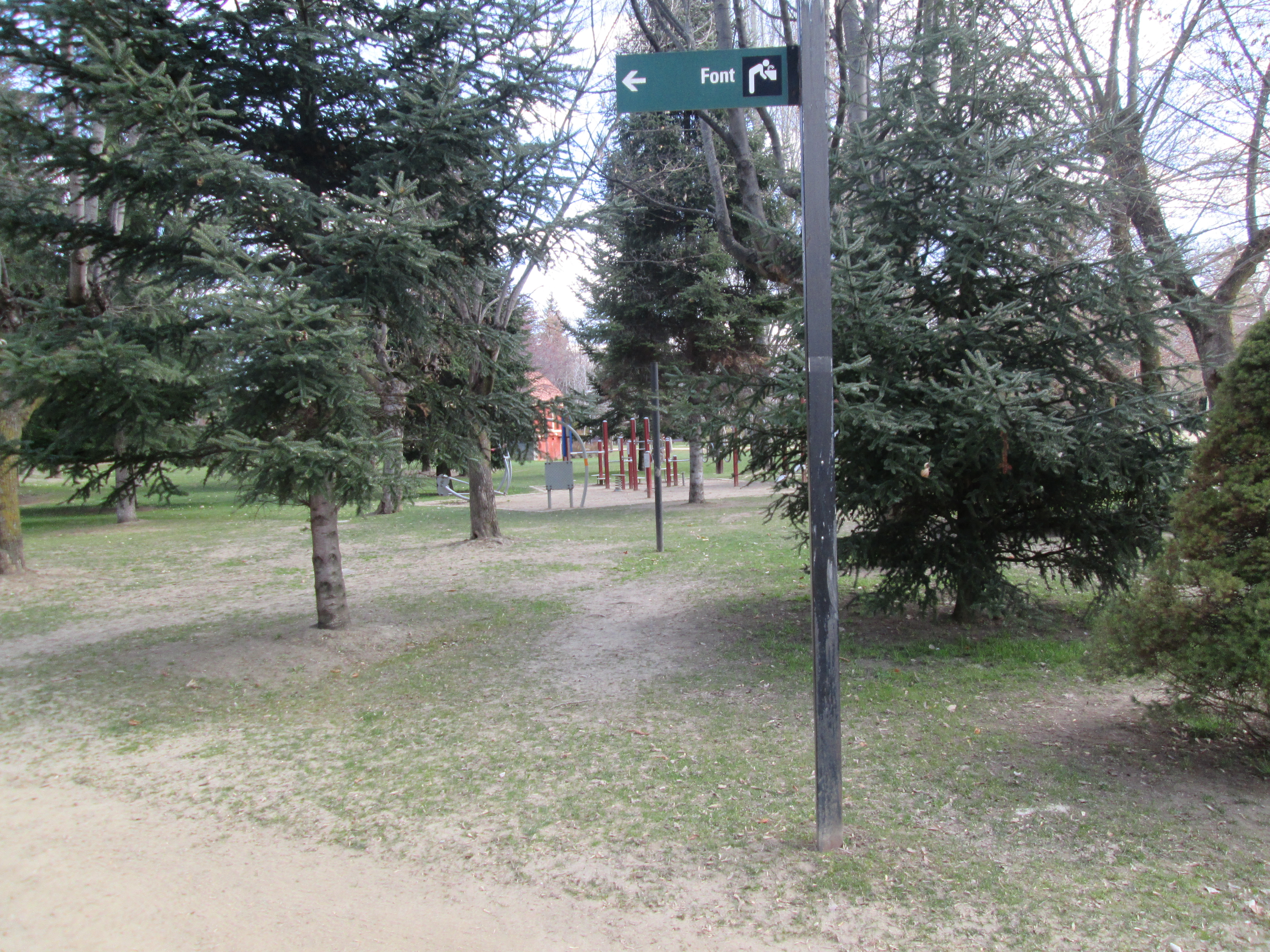
Equipaments esportius
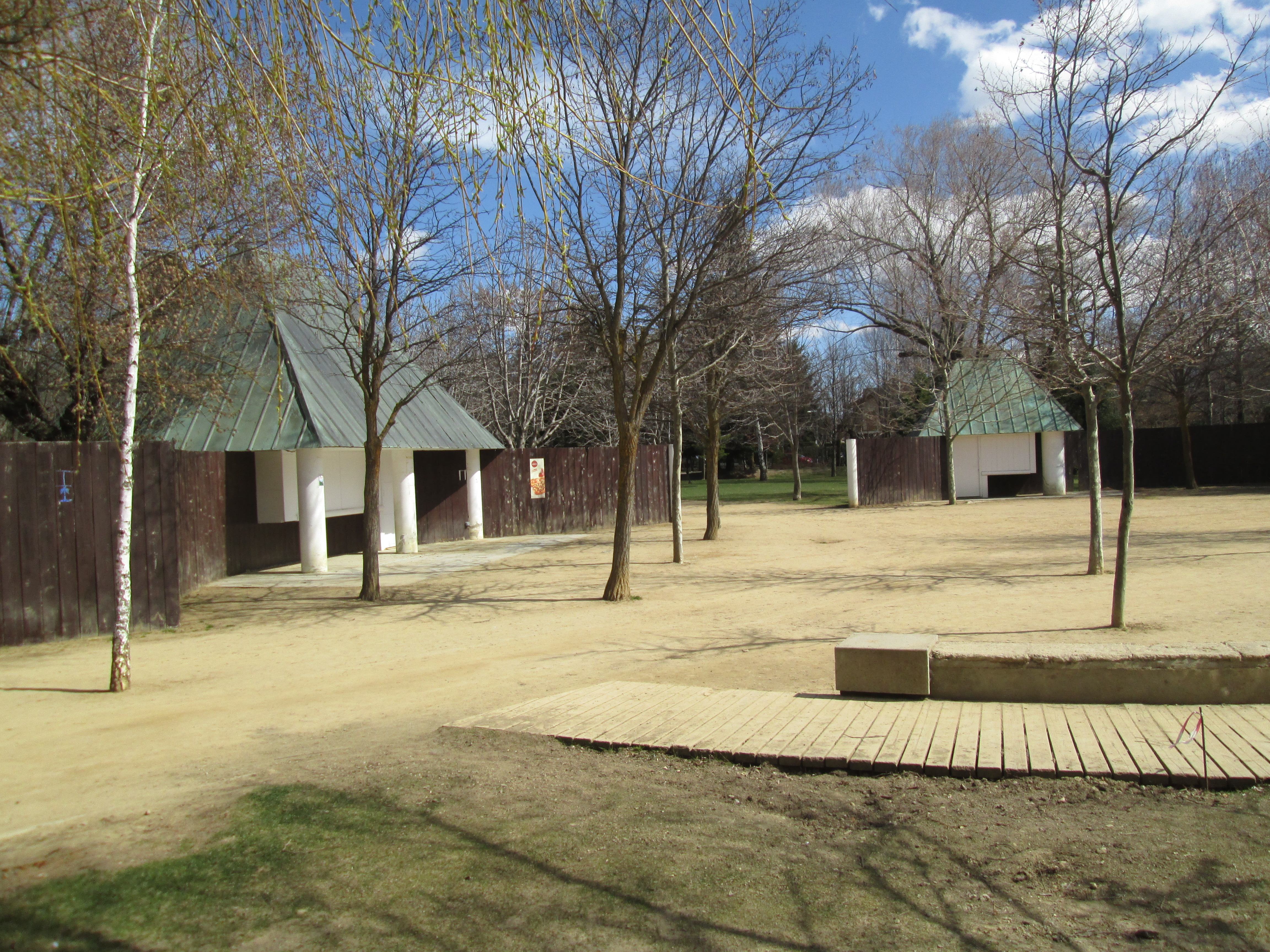
Quiosc i bar
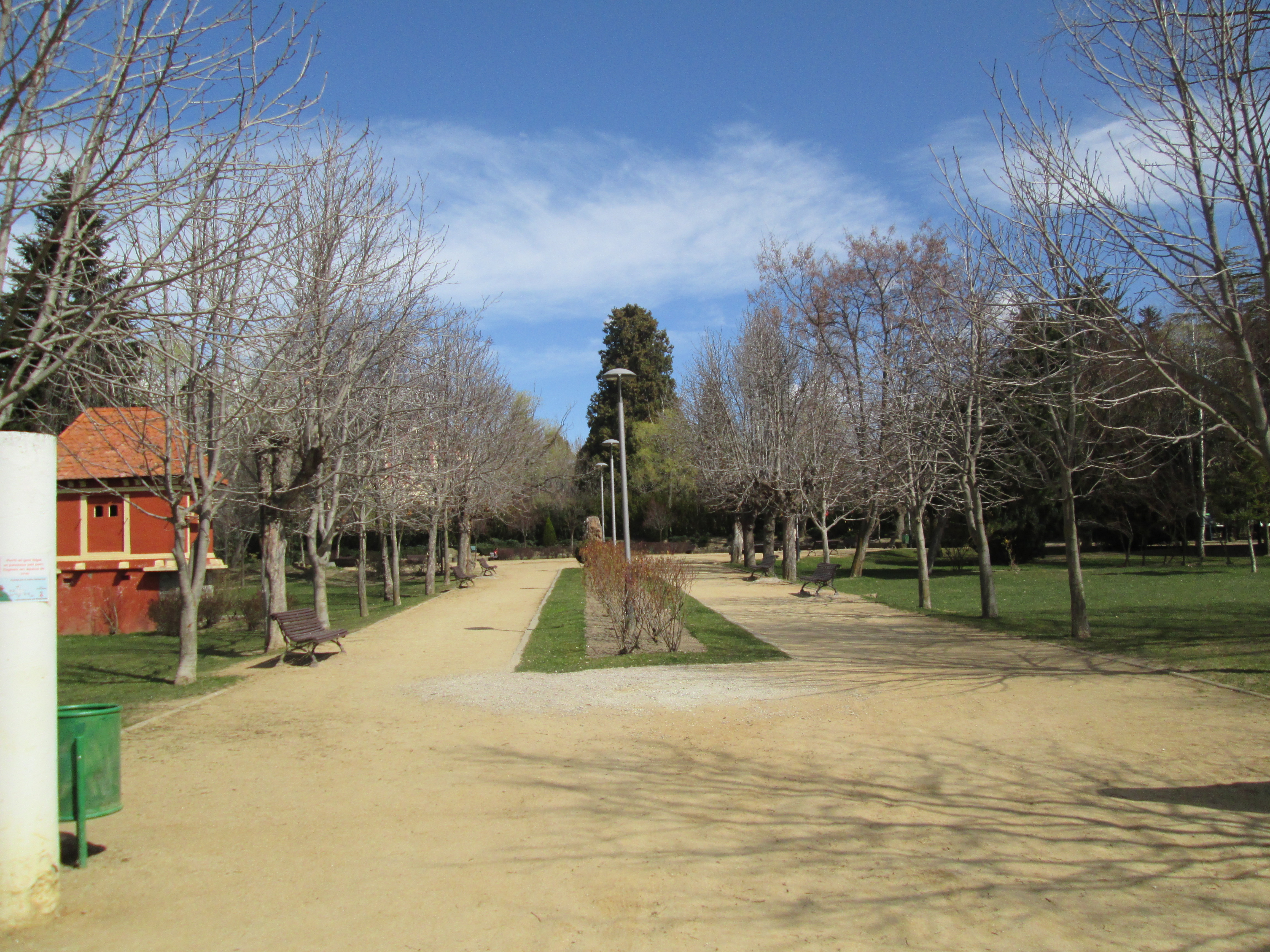
Passeig central
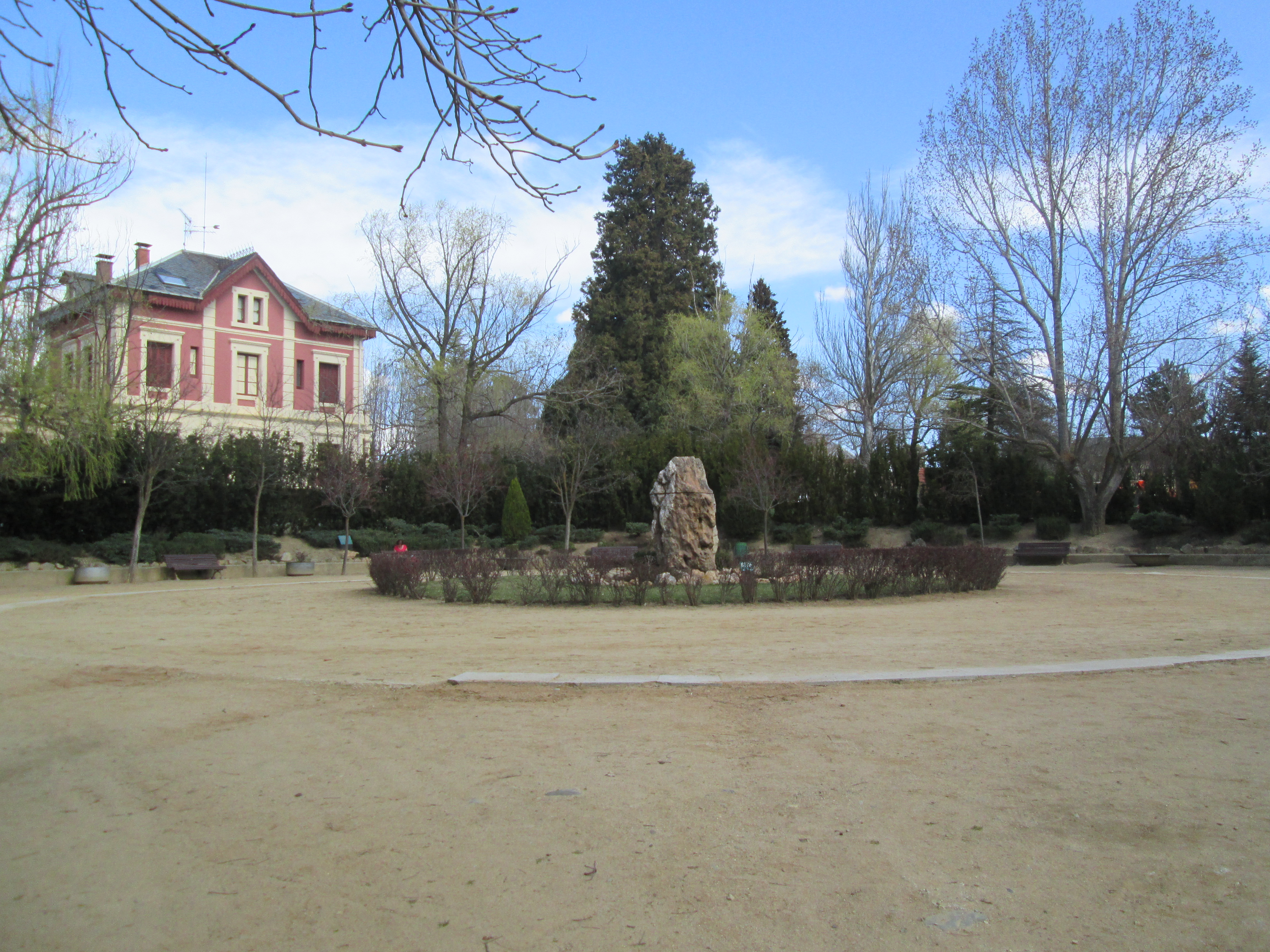
Plaça central